# Juan de la Gloria Artero
Juan de la Gloria Artero y González (Bullas, 1834-Murcia, 1903) fue un historiador, escritor y profesor español.

## Biografía
Nació en el municipio murciano de Bullas el 30 de septiembre de 1834. Catedrático en la Universidad de Granada y autor de diversas obras de geografía e historia. Fue autor de muchos atlas destinados a la enseñanza, que durante muchos años fueron los más utilizados en España, entre ellos el Atlas histórico-geográfico de España, publicado en 1879, alcanzando la duodécima edición al año siguiente.Falleció el 19 de junio de 1903 en su finca de Codoñas. Se puso su nombre a un centro educativo de su localidad natal.